# Placido Maria Cambiaghi
Placido Maria Cambiaghi (Monza, 18 settembre 1900 – Roma, 18 dicembre 1987) è stato un vescovo cattolico italiano.

## Biografia
Appena ventiquattrenne entrò nell'Ordine dei chierici regolari di San Paolo.
Il 15 novembre 1953 papa Pio XII lo nominò vescovo di Crema; ricevette la consacrazione episcopale il 20 dicembre 1953, per imposizione delle mani del cardinale e arcivescovo Adeodato Piazza. Il 28 febbraio 1963 venne destinato alla sede episcopale di Novara, dalla quale si dimise nel 1971.
Dal 1972 al 1987 fu assistente presso la curia generalizia dei padri barnabiti al Gianicolo, a Roma.
Fu il primo direttore dell'Ufficio Nazionale di Pastorale Scolastica della Conferenza Episcopale Italiana e vicario del cardinale Ugo Poletti per la Basilica Lateranense.
Morì a Roma il 18 dicembre 1987 all'età di 87 anni.

## Genealogia episcopale e successione apostolica
La genealogia episcopale è:
- Cardinale Scipione Rebiba
- Cardinale Giulio Antonio Santori
- Cardinale Girolamo Bernerio, O.P.
- Arcivescovo Galeazzo Sanvitale
- Cardinale Ludovico Ludovisi
- Cardinale Luigi Caetani
- Cardinale Ulderico Carpegna
- Cardinale Paluzzo Paluzzi Altieri degli Albertoni
- Papa Benedetto XIII
- Papa Benedetto XIV
- Cardinale Enrico Enriquez
- Arcivescovo Manuel Quintano Bonifaz
- Cardinale Buenaventura Córdoba Espinosa de la Cerda
- Cardinale Giuseppe Maria Doria Pamphilj
- Papa Pio VIII
- Papa Pio IX
- Cardinale Alessandro Franchi
- Cardinale Giovanni Simeoni
- Cardinale Antonio Agliardi
- Cardinale Basilio Pompilj
- Cardinale Adeodato Piazza, O.C.D.
- Vescovo Placido Maria Cambiaghi, B.

La successione apostolica è:
- Vescovo Vittorio Piola (1970)
- Vescovo Mario Rossi (1971)